# フラワーズ・オブ・ロマンス
フラワーズ・オブ・ロマンス（The Flowers of Romance）は、イングランドのパンク・ロックバンド。1976年夏にジョー・フォウルとサラ・ホールにより結成された、
活動期間を通じて一度もライブを行わず、レコードも発表しなかったが、シド・ヴィシャス（セックス・ピストルズ）、キース・レヴィン（クラッシュ、パブリック・イメージ・リミテッド）、パルモリヴ（スリッツ）、ヴィヴ・アルバータイン（同）など、パンク / ニュー・ウェイヴを代表するバンドのメンバーが在籍していたことで知られている。
フラワーズ・オブ・ロマンスというバンド名は、後にパブリック・イメージ・リミテッドのサード・アルバム、およびその収録曲のタイトルに使われた。

## メンバー
- シド・ヴィシャス - ボーカル、サキソフォン
- キース・レヴィン - ギター
- ヴィヴ・アルバータイン - ギター
- ジョー・フォウル - ギター
- サラ・ホール - ベース
- パルモリヴ - ドラムス
- マルコ・ピローニ- ギター （ごく短期間のみ在籍）